# Flota Permanente
La Flota Permanente (también conocida como Flota de Respuesta) (常備艦隊, Jōbi Kantai) fue una flota de la Armada Imperial Japonesa. Era la principal flota de combate de la Armada japonesa y formó el núcleo de la Flota Combinada en tiempos de guerra. Fue creado a partir de la Flota Pequeña Permanente en 1889. Se dividió en la 1.ª Flota y la 2.ª Flota en 1903.

## Historia
El 24 de julio de 1889 se promulgó la Ordenanza de Flota (Edicto n.º 100) como el primer decreto independiente relacionado con la flota de la Armada japonesa, y la flota estaría compuesta por tres o más buques de guerra. El 29 de julio de 1889, la Flota Pequeña Permanente se reorganizó en la Flota Permanente (Comandante en Jefe: Contraalmirante Inoue Yoshika).
El 19 de junio de 1894, en respuesta al deterioro de las relaciones entre Japón y China, se revisaron todas las regulaciones de la flota (Edicto n.º 71) y se incorporaron a la flota torpederos y buques de transporte como se especifica en el Edicto. El edicto también estipulaba que se debía reforzar el personal y que se podían enviar barcos fuera de las áreas de patrulla. El 13 de julio se formó una Flota de la Guardia que constaba de nueve barcos obsoletos y barcos pequeños con un buque insignia, el Katsuragi, y poco después, el 19 de julio, pasó a llamarse Flota del Mar Occidental. El mismo día, la Flota Permanente y la Flota del Mar Occidental formaron una Flota Combinada. El Comandante en Jefe de la Flota Combinada era también el comandante en jefe de la Flota Permanente, el vicealmirante Ito Sukeyuki, y el personal de la Flota Combinada también era el personal de la Flota Permanente.
Después del final de la Primera guerra sino-japonesa, la Flota Combinada y la Flota del Mar Occidental se disolvieron el 15 de noviembre de 1895. El 14 de octubre de 1897 se modificó la Ordenanza de la Flota (Edicto n.º 356) para permitir que la flota constara de dos o más buques de guerra, incluida la división de torpederos, la división de colocación de minas y los buques de transporte. En este momento también se creó un puesto de jefe de personal.
El 10 de marzo de 1903, durante el 4.º Gran Ejercicio de la Armada, se formaron temporalmente la 1.ª y la 2.ª Flotas, y el 10 de abril de 1903, después del ejercicio, se llevó a cabo una ceremonia de revisión de la flota frente a la costa de Kōbe. El 28 de diciembre de 1903, la Flota Permanente se disolvió y se dividió permanentemente en la 1.ª Flota y la 2.ª Flota. El último comandante en jefe de la Flota Permanente fue Tōgō Heihachirō.

## Organización
29 de julio de 1889, organización en el momento de la creación
- Cruceros Naniwa (buque insignia), Takachiho, Takao, acorazado Fusō, corbetas Katsuragi, Yamato

19 de julio de 1894, organización como parte de la Flota Combinada
- Cruceros Matsushima (buque insignia), Naniwa, Yoshino, Chiyoda, Itsukushima, Hashidate, Takachiho, Akitsushima, acorazados Hiei, Fusō
  - Aviso: Yaeyama
  - Buques de guerra adjuntos: Tsukushi, Banjō, Atago, Maya, Chōkai, Amagi
  - Transportes adjuntos: Yamashiro Maru, Omi Maru
  - Torpederos: Kotaka, 7, 12, 13, 22, 23
  - Lancha torpedera: Chikushi

31 de marzo de 1896, organización después de la guerra sino-japonesa
- Hashidate (buque insignia), Itsukushima, Chiyoda, Izumi, Takao, Atago, Tenryū, Maya, Yamato, Chokai, Kaimon, Sōkō

Organización después de una inspección especial el 22 de abril de 1902
- Buques de guerra Hatsuse, Fuji, Asahi
- Cruceros Tokiwa, Yakumo, Chihaya, Chitose, Akashi, Miyako
- Asama, Takasago, Akagi, Chikushi, Izumi, Atago, Ōshima, Takao

## Comandantes
- Contraalmirante Inoue Yoshika: 29 de julio de 1889
- Contraalmirante Arichi Shinanojo: 17 de junio de 1891
- Contraalmirante Norimichi Aiura: 12 de diciembre de 1892
- Vicealmirante Ito Sukeyuki: 20 de mayo de 1893* (19 de julio de 1894, sirviendo simultáneamente como Comandante en Jefe de la Flota Combinada)
- Vicealmirante Arichi Shinanojo: 11 de mayo de 1895* (simultáneamente sirviendo como Comandante en Jefe de la Flota Combinada)
- Vicealmirante Inoue Yoshika: 16 de noviembre de 1895
- Vicealmirante Kozo Tsuboi: 26 de febrero de 1896
- Vicealmirante Norimichi Aiura: 9 de abril de 1897
- Vicealmirante Shibayama Yahachi: 8 de octubre de 1897
- Vicealmirante Samejima Kazunori: 19 de enero de 1899
- Vicealmirante Tōgō Heihachirō: 20 de mayo de 1900
- Vicealmirante Hide Matsuda: 1 de octubre de 1901
- Vicealmirante Hidaka Sōnojō: 26 de julio de 1902
- Vicealmirante Tōgō Heihachirō: 19 de octubre - 28 de diciembre de 1903, flota disuelta

## Jefes de Estado Mayor
- Capitán Samejima Kazunori: 19 de junio de 1894* (19 de julio de 1894, sirviendo simultáneamente como Jefe de Estado Mayor de la Flota Combinada)
- Capitán Dewa Shigetō: 17 de diciembre de 1894* (Sirviendo simultáneamente como Jefe de Estado Mayor de la Flota Combinada)
- Capitán Kamimura Hikonojō: 25 de julio de 1895* (16 de noviembre de 1895, sirviendo simultáneamente como Jefe de Estado Mayor de la Flota Combinada)
- Capitán Katsumi Miyoshi: 27 de diciembre de 1897
- Capitán Kataoka Shichirō: 2 de noviembre de 1898
- Capitán Kitaro Endo: 1 de febrero de 1899
- Capitán Shigetarō Yoshimatsu: 21 de mayo de 1900
- Capitán Hayao Shimamura: 4 de julio de 1900
- Capitán Hikojiro Ichi: 6 de diciembre de 1900
- Capitán Katō Tomosaburō: 11 de junio de 1902
- Capitán Hayao Shimamura: flota disuelta; 27 de octubre - 28 de diciembre de 1903